# Cynorta carraoensis
Cynorta carraoensis is een hooiwagen uit de familie Cosmetidae.